# Сім'я Гріква
Сімейство Гріква — це невелика група астероїдів, розташоване в головному поясі. Астероїди даного сімейства характеризуються орбітами з великими півосями від 3,1 до 3,27 а. о. і досить високим ексцентриситетом, не менше 0,35. Сімейство зобов'язана своєю назвою астероїда (1362) Гріква.
Таким значним ексцентриситетом ці астероїди зобов'язані планеті-гігантові Юпітеру. Астероїди сімейства Гріква є одними з тих небагатьох астероїдів, які знаходяться в украй малонаселеній області головного поясу, для якої характерний найсильніший орбітальний резонанс з Юпітером 2:1, де на два оберти астероїда навколо Сонця доводиться один оборот Юпітера. Тобто через кожні два роки відбувається тісні зближення цих астероїдів з Юпітером, під час яких він справляє на них сильний гравітаційний вплив, що і призводить до поступового наростання ексцентриситету. З цієї причини орбіти астероїдів даного сімейства вкрай нестійкі. Протягом найближчих тисячоліть їх ексцентриситет буде і далі наростати поки вони не почнуть перетинати орбіти Марса або Юпітера, після чого вони будуть або викинуті з цих орбіт і перейдуть на більш стабільні, або стануть супутниками однієї з планет.

## Найбільші астероїди цього сімейства
| Ім'я              | Діаметр | Велика піввісь | Нахил орбіти | Ексцентриситет | Рік відкриття |
| ----------------- | ------- | -------------- | ------------ | -------------- | ------------- |
| (1362) Ґріква     | 29,9 км | 3,220 а. о.    | 24,208 °     | 0,370          | 1935          |
| (1921) Пала       | ?       | 3,283 а. о.    | 19,262 °     | 0,393          | 1973          |
| (1922) Зулу       | ?       | 3,238 а. о.    | 35,427 °     | 0,481          | 1949          |
| (3688) Навайо     | ?       | 3,225 а. о.    | 2,558 °      | 0,478          | 1981          |
| (4177) Кохман     | ?       | 3,305 а. о.    | 17,167 °     | 0,284          | 1987          |
| (8373) Стефенголд | ?       | 3,284 а. о.    | 40,773 °     | 0,553          | 1992          |